# Stymphalos (Sohn des Elatos)
Stymphalos (altgriechisch Στύμφαλος Stýmphalos) ist in der griechischen Mythologie der eponyme Gründer der Stadt Stymphalos. 
Er ist der Sohn des Elatos und Bruder des Pereus, nach der Bibliotheke des Apollodor ist seine Mutter Laodike. Plutarch gibt als seinen Vater Ares und als seine Mutter Dormothea an. Bei Pausanias hat er die Söhne Agamedes, Gortys und Agelaos, bei Apollodor die Tochter Parthenope.
Nach Apollodor war er König von Arkadien. Pelops, der Sohn des Tantalos und König von Phrygien, täuschte ihm seine Freundschaft vor und tötete ihn. Daraufhin gab es in ganz Griechenland Missernten, die erst endeten, als Aiakos auf den Rat eines Orakels hin um deren Ende flehte.